# Psitteuteles versicolor
El lori versicolor (Psitteuteles versicolor), también llamado lori variegado, una especie de ave psitaciforme de la familia Psittaculidae endémica del norte de Australia.

## Descripción
El lori versecolor mide 19 cm de largo. Su plumaje es verde con líneas longitudinales amarillas y cortas. Sus lados, frente y parte superior de la cabeza son de color rojo, al igual que el pico. Tiene círculos blancos alrededor de los ojos e iris de tono naranja amarillento. La parte superior del vientre es malva, también con líneas amarillas; las patas, por otra parte, son de un tono gris azulado.
En las hembras, el tono rojizo de la cabeza es menos intenso y el vientre es más claro. Los pichones tienen un plumaje mucho más pálido y son verdes con frente naranja, ojos pardos y pico marrón con base naranja.

## Reproducción
El lori multicolor se reproduce entre abril y agosto. Deposita de dos a cuatro huevos blancos en un nido construido en huecos de árboles de eucalipto. 

## Zona de distribución
El lori multicolor vive en bosques tropicales de eucalipto, en pantanos y en praderas al norte de Queensland, Territorio del Norte y en Australia Occidental.